# Campeonato de Irlanda de Rugby 2005-06
El Campeonato de Rugby de Irlanda (oficialmente All-Ireland League) de 2005-06 fue la decimosexta edición del principal torneo de rugby de la Isla de Irlanda, el torneo que agrupa a equipos tanto de la República de Irlanda como los de Irlanda del Norte.

## Sistema de disputa
Cada equipo disputó encuentros frente a cada uno de los rivales a una sola ronda, totalizando 15 partidos.
Luego de la fase regular los cuatro mejores clasificados disputaron una semifinal enfrentándose el primer clasificado frente al cuarto y el segundo frente al tercero.
Los últimos dos clasificados descendieron a la segunda división.
Puntuación
Para ordenar a los equipos en la tabla de posiciones se los puntuará según los resultados obtenidos.
- 4 puntos por victoria.
- 2 puntos por empate.
- 0 puntos por derrota.
- 1 punto bonus por ganar haciendo 3 o más tries que el rival.
- 1 punto bonus por perder por siete o menos puntos de diferencia.

## Clasificación
| Pos. | Equipo             | Encuentros | Encuentros | Encuentros | Encuentros | Tantos | Tantos | Tantos | PB | PB | Puntos |
| Pos. | Equipo             | PJ         | PG         | PE         | PP         | F      | C      | Dif    | BO | BD | Puntos |
| ---- | ------------------ | ---------- | ---------- | ---------- | ---------- | ------ | ------ | ------ | -- | -- | ------ |
| 1.º  | Garryowen          | 15         | 14         | 0          | 1          | 379    | 180    | +199   | 5  | 0  | 61     |
| 2.º  | Clontarf           | 15         | 12         | 0          | 3          | 403    | 222    | +181   | 10 | 3  | 61     |
| 3.º  | Cork Constitution  | 15         | 12         | 0          | 3          | 384    | 216    | +168   | 6  | 2  | 56     |
| 4.º  | Shannon RFC        | 15         | 13         | 0          | 2          | 357    | 200    | +157   | 4  | 0  | 56     |
| 5.º  | U.L. Bohemian      | 15         | 10         | 1          | 4          | 345    | 309    | +36    | 5  | 2  | 49     |
| 6.º  | Belfast Harlequins | 15         | 8          | 0          | 7          | 328    | 330    | -2     | 5  | 2  | 39     |
| 7.º  | Buccaneers         | 15         | 7          | 1          | 7          | 305    | 261    | +44    | 2  | 5  | 37     |
| 8.º  | Lansdowne          | 15         | 7          | 0          | 8          | 337    | 311    | +26    | 3  | 1  | 32     |
| 9.º  | UCD                | 15         | 6          | 0          | 9          | 295    | 286    | +9     | 3  | 5  | 32     |
| 10.º | Ballymena          | 15         | 7          | 0          | 8          | 307    | 313    | -6     | 2  | 2  | 32     |
| 11.º | St. Mary's College | 15         | 6          | 1          | 8          | 250    | 305    | -55    | 1  | 2  | 29     |
| 12.º | Dungannon          | 15         | 6          | 0          | 9          | 264    | 357    | -93    | 3  | 2  | 29     |
| 13.º | Blackrock College  | 15         | 4          | 1          | 10         | 213    | 376    | -163   | 0  | 5  | 23     |
| 14.º | Galwegians         | 15         | 3          | 0          | 12         | 208    | 343    | -135   | 2  | 5  | 19     |
| 15.º | Dublin University  | 15         | 3          | 0          | 12         | 265    | 399    | -134   | 2  | 3  | 17     |
| 16.º | County Carlow      | 15         | 0          | 0          | 15         | 191    | 423    | -232   | 0  | 5  | 5      |

## Fase final

### Semifinales
| 6 de mayo de 2006 | Cork Constitution | 6 - 26 | Clontarf |  |  |

| 6 de mayo de 2006 | Garryowen | 20 - 21 | Shannon |  |  |

### Final
| 13 de mayo de 2006 | Clontarf | 3 - 30 | Shannon RFC |  |  |

| Bandera de Irlanda  |
| Campeón Shannon RFC |
| Octavo título       |